# پراگین
| سامانه   | ردیف      | اشکوب    | میلیون سال پیش |
| -------- | --------- | -------- | -------------- |
| کربونیفر | میسیسیپین | تورنیسین | → پیش از آن    |
| دوونین   | بالا      | فامنین   | ۳۵۸٬۹–۳۷۲٬۲    |
| دوونین   | بالا      | فراسنین  | ۳۷۲٬۲–۳۸۲٬۷    |
| دوونین   | میانه     | گیوتین   | ۳۸۲٬۷–۳۸۷٬۷    |
| دوونین   | میانه     | ایفلین   | ۳۸۷٬۷–۳۹۳٬۳    |
| دوونین   | زیرین     | امسین    | ۳۹۳٬۳–۴۰۷٬۶    |
| دوونین   | زیرین     | پراگین   | ۴۰۷٬۶–۴۱۰٬۸    |
| دوونین   | زیرین     | لوخکووین | ۴۱۰٬۸–۴۱۹٬۲    |
| سیلورین  | پریدولی   | پریدولی  | → پس از آن     |

پراگین (انگلیسی: Pragian) در مقیاس زمانی زمین‌شناسی یکی از سه اشکوب از دور دوونین پیشین از دوران دیرینه‌زیستی از ابردوران پیدازیستی است که بازه زمانی ۲٫۸ ± ۴۱۰٫۸ تا ۲٫۸ ± ۴۰۷٫۶ میلیون سال پیش را در بر می‌گیرد.
پراگین در ستون چینه‌شناسی پس از عصر لاخکووین و پیش از امسین جای دارد و نام آن از شهر پراگ در جمهوری چک گرفته شده‌است.